# Erlöserkirche (Jerusalem)

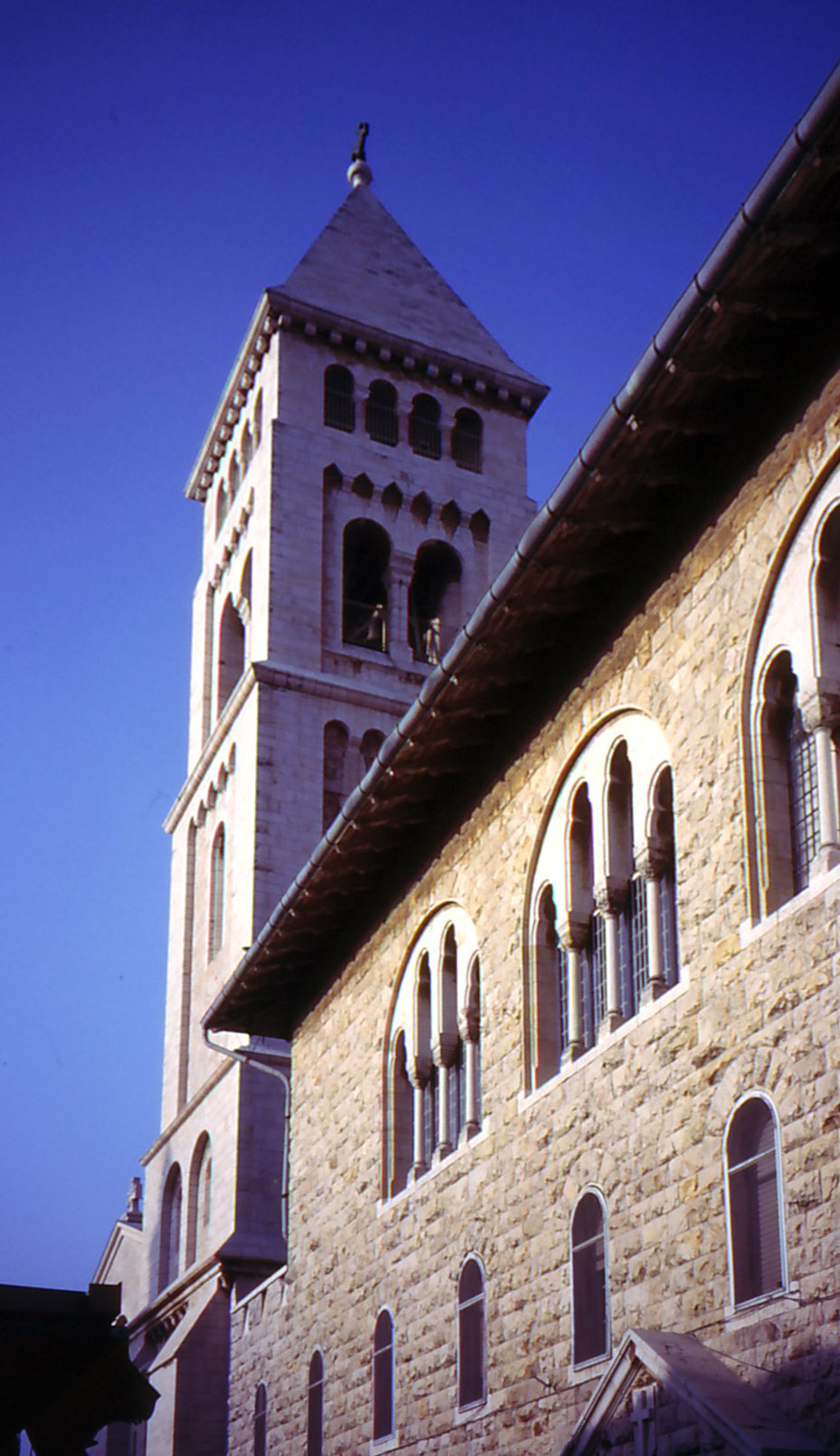
Turm der Kirche, im Vordergrund die Propstei

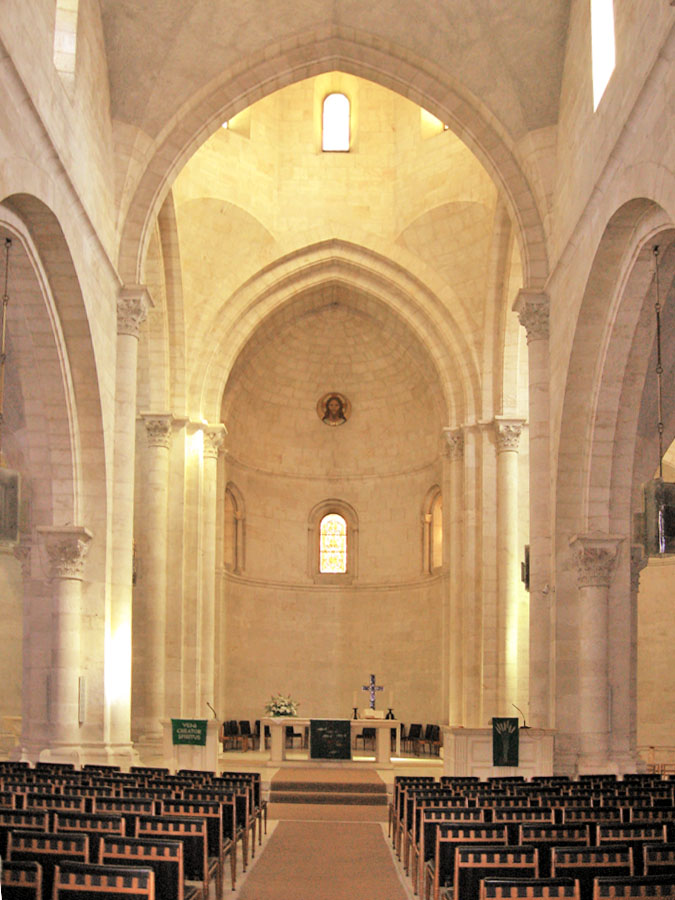
Innenraum der Erlöserkirche

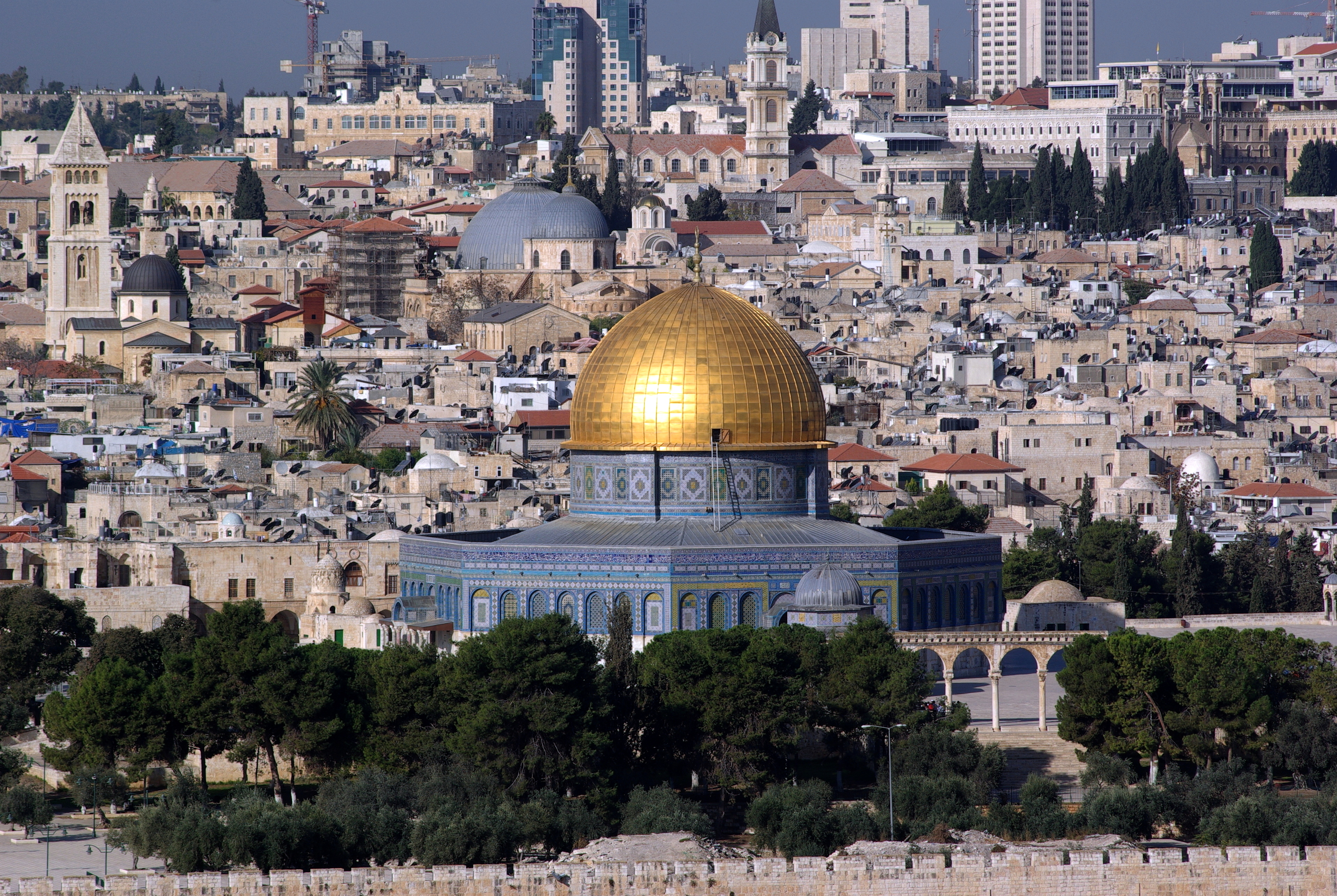
Die Erlöserkirche links im Bild hinter dem Felsendom (Blick vom Ölberg)

Die Erlöserkirche (englisch Church of the Redeemer, arabisch الكنيسة اللوثرية, hebräisch כְּנֵסִיַּת הַגּוֹאֵל Knessijjat ha-Gō'el) ist eine deutsche evangelische Kirche in Jerusalem. Sie wurde in den Jahren 1893–1898 auf dem Grundriss der Kreuzfahrerkirche S. Maria Latina erbaut.

## Lage
Die Erlöserkirche steht im Zentrum der Jerusalemer Altstadt, im Muristan, unmittelbar südlich der Grabeskirche. An der Nordseite der Erlöserkirche verläuft das letzte Stück der Via Dolorosa, die an der benachbarten Grabeskirche endet. Im Osten verläuft der Suq el-Lahhanin, im Süden schließen sich die Propstei und die Martin-Luther-Schule an. Westlich der Kirche liegt die für die Altstadt ungewöhnlich breite Muristanstraße (früher: Kronprinz-Friedrich-Wilhelm-Straße) und der Muristan-Basar.

## Vorgeschichte
Die Kirche wurde auf einem Teil des Geländes errichtet, das im Mittelalter von dem Hospiz des Johanniterordens eingenommen wurde. An gleicher Stelle stand damals die Kirche Santa Maria Latina, die zum Benediktinerorden gehörte. Das Benediktinerkloster und das Hospiz der Johanniter entwickelten sich in der Kreuzfahrerzeit zu zwei eigenständigen Institutionen. Die Johanniter benutzten für ihre Gottesdienste die Johanneskirche im Muristan, nach der der Orden benannt wurde.
Jerusalem war in den Zeiten nach der Reformation als Pilgerziel für Europäer nahezu vergessen. Das änderte sich erst mit dem Aufkommen der Erweckungsbewegungen in der ersten Hälfte des 19. Jahrhunderts. Besonders der romantisierende König Friedrich Wilhelm IV. von Preußen sah hier ein Betätigungsfeld. 1841 errichteten Großbritannien und Preußen ein gemeinsames Bistum Jerusalem, das bis 1886 bestand und sich dann in einen englischen und einen deutschen Zweig teilte. Die anfangs kleine, seit den 1850er Jahren stetig wachsende deutschsprachige evangelische Gemeinde in Jerusalem feierte ihre Gottesdienste anfangs in der 1849 erbauten Christuskirche, der Bischofskirche des Bistums Jerusalem.
1869 konnte Kronprinz Friedrich III., auf der Durchreise zur Eröffnung des Suezkanals, den Grundstückstreifen am Ostrand des Muristan, an dessen nördlichem Ende die Ruine der Kirche Santa Maria Latina stand, für Preußen in Besitz nehmen. Im ersten Stock des Kreuzgangs des mittelalterlichen Benediktinerklosters im Muristan wurde die so genannte „Kreuzfahrerkapelle“ eingerichtet, die ab 1871 der Gottesdienstraum der deutschsprachigen evangelischen Gemeinde in Jerusalem war.
Nach der Rückkehr des Kronprinzen erhielt der Architekt Friedrich Adler den Auftrag, die vorhandene Bausubstanz zu untersuchen. Er schlug vor, die mittelalterliche Kirche und ihre Konventsgebäude wieder zu errichten. Inzwischen war der Enthusiasmus für das gemeinsame deutsch-englische Bistum verflogen und in den Auseinandersetzungen um dessen Auflösung oder Fortbestand blieb das Bauprojekt zunächst 20 Jahre lang liegen. Als das Bistum 1886 aufgelöst wurde, standen der deutschen Seite die dadurch frei gewordenen Mittel zur Verfügung, um sie für den Bau zu verwenden. 1888 trat Kaiser Wilhelm II. die Regierung an und erwies sich von Anfang an als Förderer des Projekts. Er förderte den Wiederaufbau der ebenfalls aus ruinösem Zustand wiederhergestellten Schlosskirche in Wittenberg, eine ebenfalls von Friedrich Adler betreute Baumaßnahme. Sie wurde am Reformationstag, am 31. Oktober 1892, im Beisein des Kaisers eingeweiht: eine Demonstration evangelischer Einheit. Anschließend sandte Wilhelm II. das Wittenberger Team – neben Friedrich Adler gehörte dazu der Bauleiter und Architekt Paul Groth – nach Jerusalem, um mit dem Bau der Erlöserkirche die Demonstration evangelischer Einheit fortzusetzen und den Kaiser in eine Reihe mit Konstantin dem Großen zu stellen, der die benachbarte Grabeskirche 1500 Jahre zuvor hat errichten lassen.
Weiteres trat hinzu: Seit 1892 befand sich die Bahnstrecke Jaffa–Jerusalem in Betrieb. Erstmals war Jerusalem damit relativ leicht erreichbar, sowohl für die am Bau Beteiligten als auch für externes Baumaterial. Außerdem war das archäologische Interesse an dem Untergrund, auf dem hier gebaut werden sollte, im Rahmen der aufkommenden modernen Archäologie und der Leben-Jesu-Forschung erheblich gestiegen.

## Gebäude

### Bau

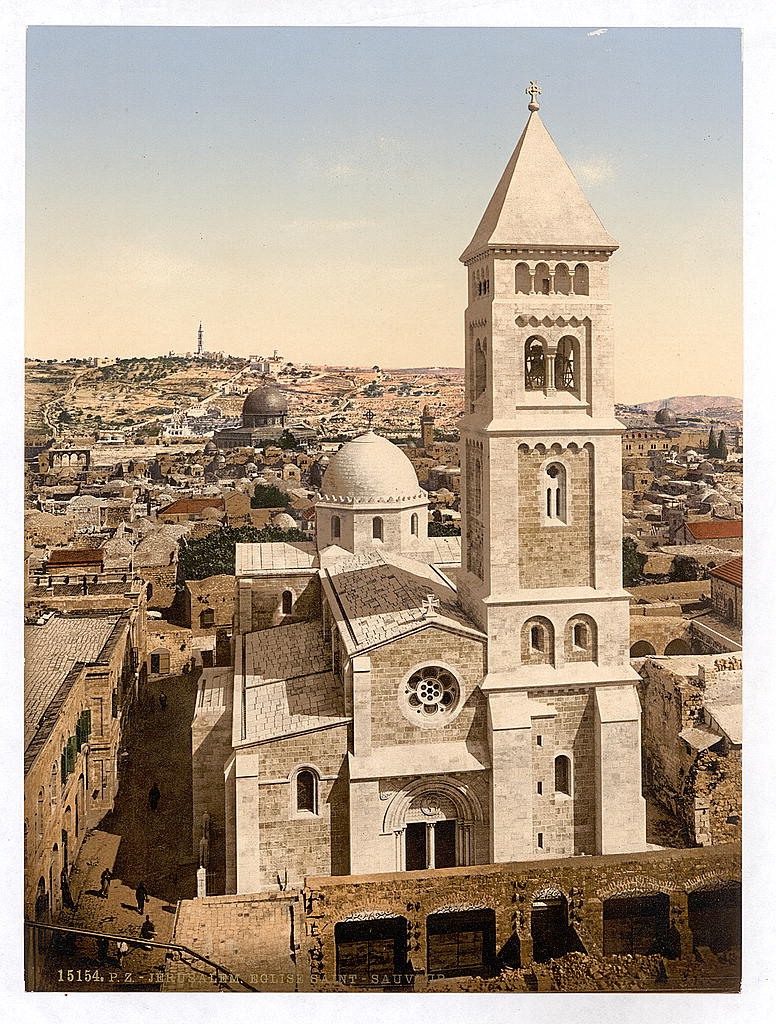
Erlöserkirche um 1900

Paul Groth (1859–1955) traf 1893 in Jerusalem ein und legte im gleichen Jahr den Grundstein für den Bau der Erlöserkirche. Er begann zunächst damit, den Bauplatz vorzubereiten. Dabei konnte er einige wenige Bauteile der mittelalterlichen Kirche Santa Maria Latina bergen. Die vorgefundenen mittelalterlichen Fundamente erwiesen sich allerdings als zu schwach, um den Neubau zu tragen. Sie mussten völlig neu errichtet werden. Dies geschah auf dem Grundriss der mittelalterlichen Kirche. Für die neuen Fundamente wurden 11 Meter tiefe Gräben durch die Tellstruktur des Baugrundes bis auf den anstehenden Fels ausgehoben. Dabei stießen die Ausgräber vermeintlich auf die Jerusalemer Stadtmauer aus der Zeit Jesu. Heute weiß man, dass es nur eine Stützmauer in dem ursprünglich stark abschüssigen Gelände war, denn die Mauer hat nur eine auf Sicht angelegte Seite. Diese „Stadtmauer“ schien der Beweis zu sein, dass das Gelände, auf dem die Grabeskirche heute steht, tatsächlich damals vor der Stadtmauer lag. Damit schien die Authentizität der tradierten Überlieferung zum Ort von Golgota bestätigt zu sein. Die Erlöserkirche beherbergte so quasi eine bauliche „Reliquie“ in ihrem Untergrund. Obwohl ihr Grundriss mit dem der mittelalterlichen Kirche Santa Maria Latina identisch ist, ist das Bodenniveau der Erlöserkirche etwa zwei Meter höher als das ihres Vorgängerbaus. Das entspricht in etwa dem Geländeauftrag, der hier in der Zwischenzeit stattgefunden hatte.

### Gestalt
Errichtet wurde die Erlöserkirche mit Ausrichtung nach Osten in neuromanischem Stil. Sie schloss bewusst romanische Bauteile der mittelalterlichen Kreuzfahrerkirche ein, insbesondere das frühere Hauptportal der Kirche Santa Maria Latina, das nach Norden gerichtet ist und heute nicht mehr genutzt wird. Dessen Schmuck stammt zum Teil ebenfalls noch aus dem Mittelalter. Als Material für den Neubau wurde ein leicht ockerfarbener Kalkstein aus der Umgebung von Jerusalem verwendet. Die Steine wurden als gleichmäßig große, seriell gefertigte Quader verbaut, ganz im Unterschied zum mittelalterlichen Bauen. Völlig gleichförmig sind auch die Kapitelle in der Kirche. Sie wurden nach dem Vorbild des einzig erhaltenen Kapitells des Vorgängerbaus gefertigt.

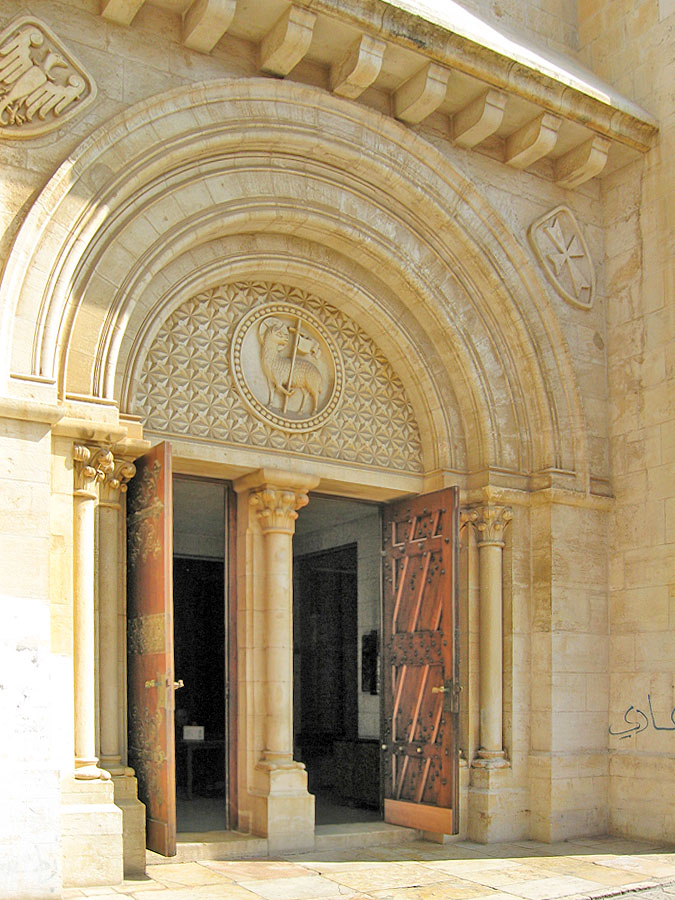
Westportal

Die Kirche ist eine dreischiffige Basilika mit einem Querhaus, das nicht über die Flucht der Seitenschiffe hinausragt. Das Mittelschiff ist höher als die Seitenschiffe, die Vierung ist von einer Kuppel überwölbt. Alle drei Schiffe enden im Osten mit Apsiden, wobei die des Mittelschiffes tiefer als die der Seitenschiffe ausgestaltet ist. Die nördliche Außenwand und die Apsiden sind durch wenige, kleine, rundbogige Fenster durchbrochen. Das meiste Tageslicht fällt durch die Rosette der Westwand und die acht Fenster im Tambour der Kuppel. Das heutige Hauptportal im Westen der Kirche ist – ebenso wie die Westfassade – eine Neuschöpfung Friedrich Adlers. Im Tympanon des Westportals ist ein Medaillon mit dem Lamm Gottes dargestellt, begleitet von den Wappen der Hohenzollern und des Johanniterordens.
Der Turm der Kirche ist ein dominierender Bestandteil der Silhouette der Altstadt von Jerusalem. Er basiert auf einem zweiten Entwurf von Friedrich Adler, dessen erster Entwurf dem Kaiser nicht zugesagt hatte. Die Zeichnung des zweiten Entwurfs jedenfalls ist vom Kaiser als „genehmigt“ abgezeichnet und formal an den Turm der Grabeskirche angelehnt. Der Turm erhielt ein Geläut aus drei Glocken in den Schlagtönen dis1, fis1 und ais1, das auf die Glocken der Dormitio-Kirche abgestimmt ist. Gießer war Franz Schilling aus Apolda, der ebenfalls die Glocken der Himmelfahrtkirche gegossen hat. Vom Turm hat man einen guten Rundblick über die Jerusalemer Altstadt.
Das Innere der Kirche ist durch sechs Pfeiler in drei Joche und das in seiner Fläche gleich große Querhaus gegliedert.

### Einweihung

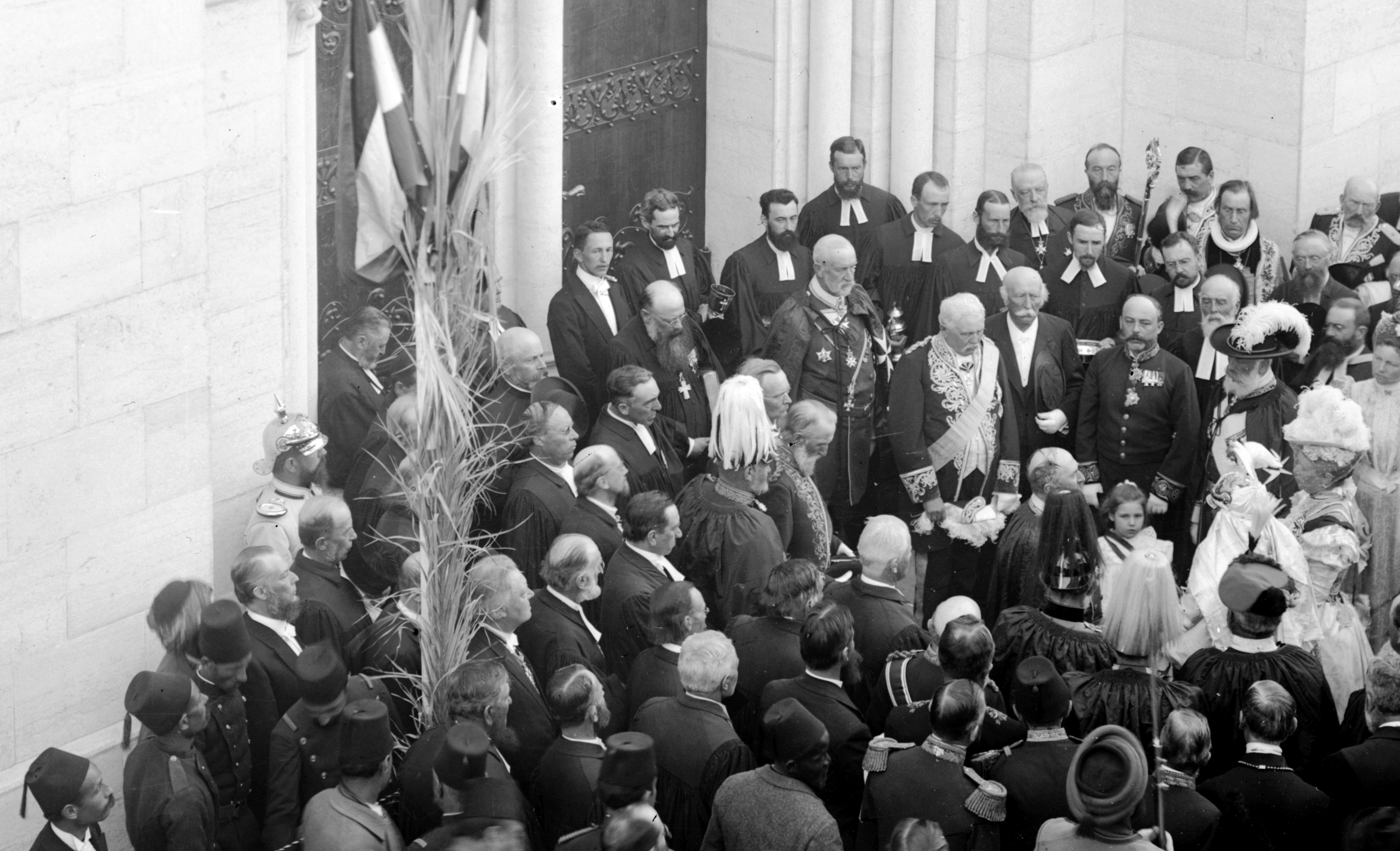
Kaiser Wilhelm II. und Kaiserin Auguste Victoria vor dem Westportal

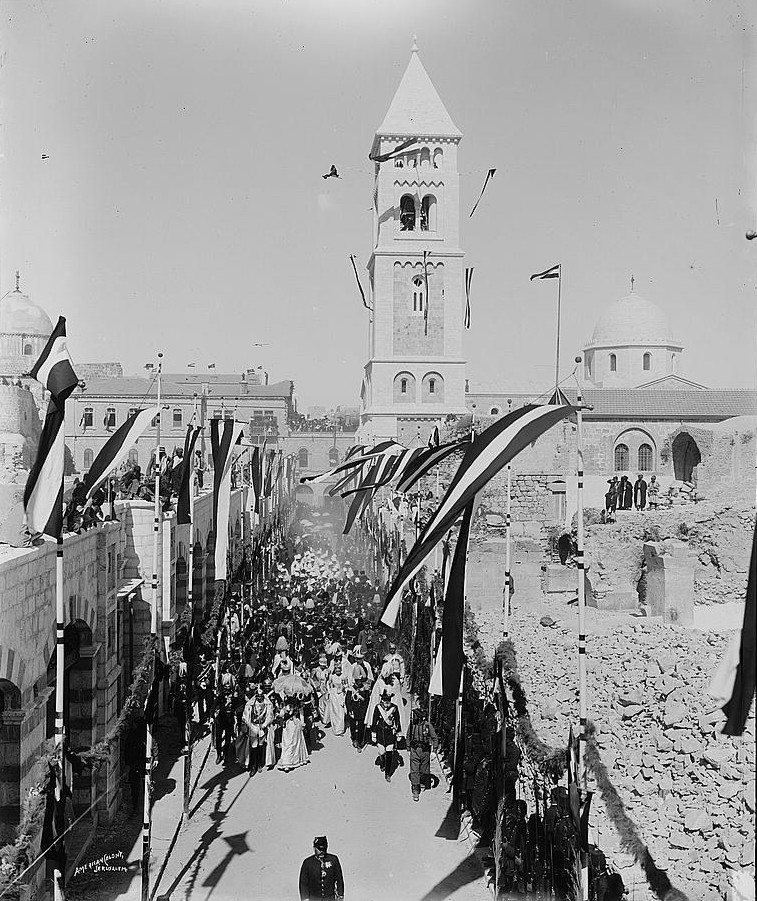
Kaiser Wilhelm II. und Kaiserin Auguste Victoria nach der Einweihung in der Muristan-Straße

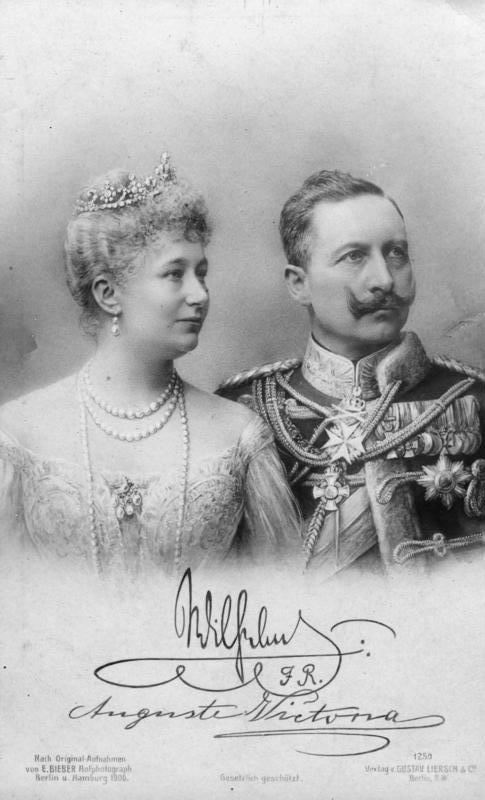
Kaiserin Auguste Victoria und Kaiser Wilhelm II.

Am Reformationstag (31. Oktober) 1898 wurde die Erlöserkirche durch Kaiser Wilhelm II. und Kaiserin Auguste Victoria im Rahmen seiner Palästinareise eingeweiht und der Schlüssel an Friedrich Wilhelm Barkhausen, Präsident des Evangelischen Oberkirchenrats der Evangelischen Landeskirche der älteren Provinzen Preußens, übergeben. Wilhelm II. war der erste westliche Herrscher der Neuzeit, der Jerusalem betrat. Damit er das hoch zu Ross tun konnte, wurde die historische Stadtmauer neben dem Jaffator durchbrochen. Der Predigt zum Einweihungsgottesdienst lag das Bibelwort zu Grunde, das zugleich den Namen der Kirche erklärt:
Denn es ist ein Gott und ein Mittler zwischen Gott und den Menschen, nämlich der Mensch Christus Jesus, der sich selbst gegeben hat für alle zur Erlösung, das solches zu seiner Zeit gepredigt würde. (1.Tim. 2,5f).
Die Bauinschrift, angebracht an der Wand des nördlichen Seitenschiffs, lautet:
Im Namen Gottes des Vaters und des Sohnes und des Heiligen Geistes. Amen! Unserem Herrn Jesus Christus dem Erlöser der Welt geweiht ist dieses Gotteshaus, errichtet da, wo einst die von dem ritterlichen Orden St. Johannis vom Spital zu Jerusalem erbaute Kirche St. Maria sich erhob. Durch Jahrhunderte lag die Stätte in Schutt und Trümmern, bis sie im Jahre 1869 nach des Herrn Geburt von dem Kaiser der Osmanen dem Könige von Preußen, nachmaligen deutschen Kaiser, Wilhelm dem Großen, geschenkt und für allerhöchstdenselben von dem Kronprinzen Friedrich Wilhelm, nachmaligen Kaiser Friedrich III., in Besitz genommen wurde. Auf Befehl des deutschen Kaisers und Königs von Preußen, Wilhelm II., ist diese Kirche in den Jahren 1893 bis 1898 erbaut und am 31sten Tage des Oktobermonats 1898 in allerhöchstdessen und der deutschen Kaiserin und Königin von Preußen, Auguste Victoria Gegenwart ihrer heiligen Bestimmung übergeben.

### Bauliche Änderungen
Von 1970 bis 1973 wurde die Kirche von Ernst W. Krüger grundlegend neu gestaltet. Anlass war, dass die Schäden an dem Gebäude aus dem Israelischen Unabhängigkeitskrieg von 1948 und dem Sechstagekrieg von 1967 dringend behoben werden mussten. Ernst W. Krüger fühlte sich dabei dem modernen Kirchenbau verbunden, der in dieser Zeit glatte, „weiße“ Innenräume bevorzugte. Denkmalschützerische Aspekte gegenüber dem überkommenen und damals verachteten historistischen Baubestand spielten keine Rolle. So wurde die teilweise in kräftigen Farben gehaltene Bemalung des Innenraumes entfernt. Die Mittelapside war ursprünglich komplett ausgemalt gewesen, unter anderem mit dem Spruch: Jesus Christus gestern und heute und derselbe auch in Ewigkeit (Hebr 13,8 ), dem Leitspruch der Gustav-Adolf-Stiftung, die sich besonders um die evangelischen Gemeinden in der Diaspora kümmert. Erhalten blieb in der Mittelapsis nur das Mosaik des Christuskopfes, das von der Mosaikanstalt Puhl & Wagner in Berlin-Neukölln geschaffen worden war. Die Kanzel wurde ebenfalls neu gestaltet und ein Teil ihrer historistischen Ausstattung entfernt. Der Altar in der Apsis wurde beseitigt und ein neuer in der Vierung errichtet. Entfernt wurden auch die Zinnen, die die Kuppel der Kirche außen zierten, da dort immer wieder Wasser eingedrungen war. Ergänzt wurden die modernen Buntglasfenster durch die jüdische Hamburger Glasmalerin Anna Andersch-Marcus. Die ornamental gestalteten ursprünglichen Buntglasfenster waren durch die kriegerischen Auseinandersetzungen 1948 und 1967 weitestgehend zerstört. Ebenfalls neu geschaffen wurde im Rahmen dieser Neugestaltung 1971 die Orgel durch die Berliner Orgelbauerwerkstatt Karl Schuke.

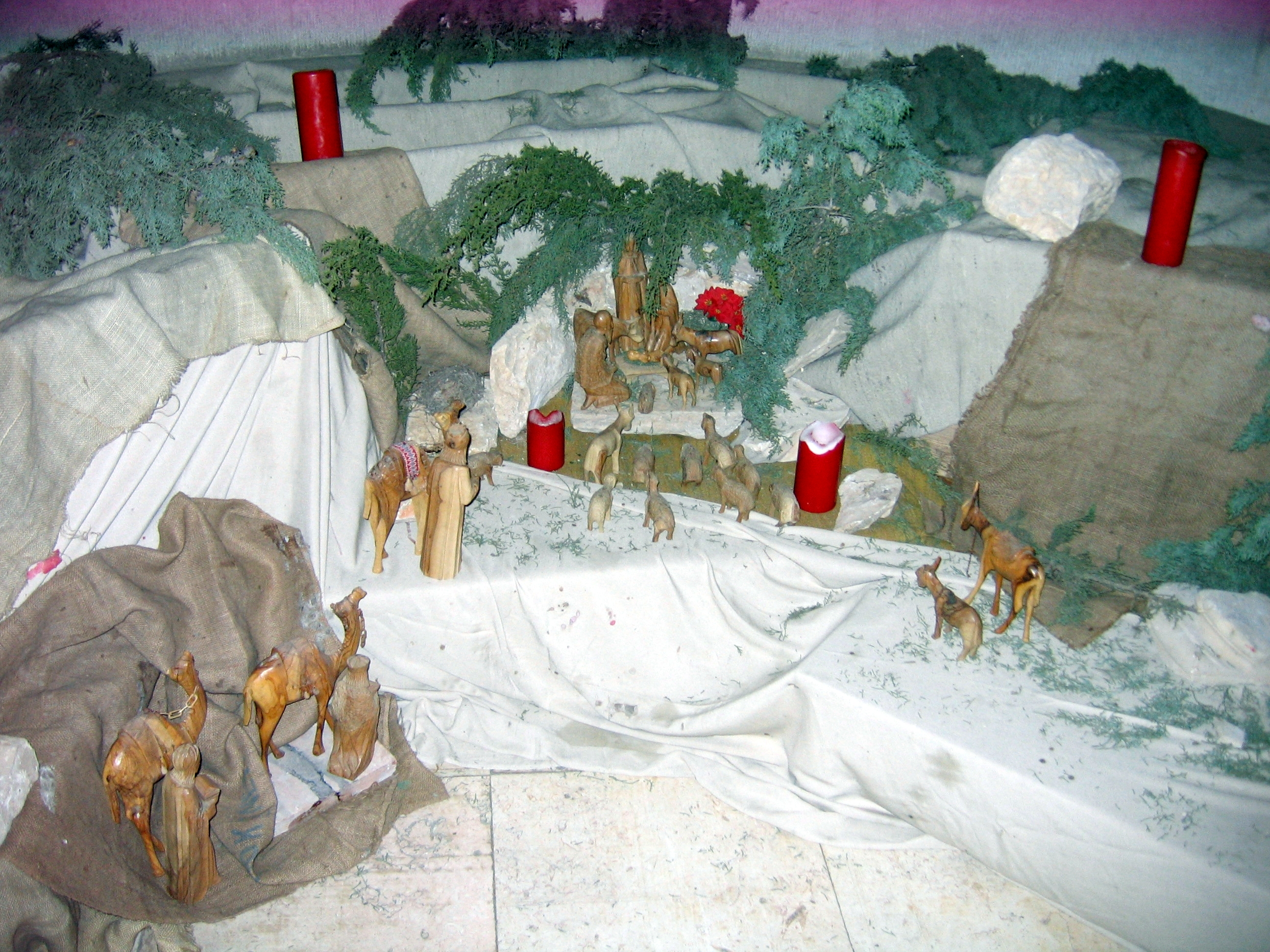
Weihnachtskrippe in der Friedenskapelle

Ebenfalls von 1970 bis 1974 wurden archäologische Ausgrabungen unter der Erlöserkirche durchgeführt. Das Ergebnis war unter anderem, dass sich dort nicht, wie vermutet, Reste der Stadtmauer aus der Zeit Jesu befinden. Man identifizierte hier vielmehr die schon genannte Mauer als Stützmauer und fand einen historischen Steinbruch. Für die Schichten, die der Zeit Jesu zuzuordnen sind, wurde eine Gartennutzung festgestellt. Beides sind Nutzungen, die vor der Stadtmauer anzunehmen sind. Damit wird die Theorie gestützt, Golgota könne sich etwa dort befunden haben, wo heute die Grabeskirche steht. Bei den archäologischen Ausgrabungen wurden Reste der Kirche Santa Maria Latina gesichert.
Die Apsis des südlichen Seitenschiffs dient seit 1991 als Friedenskapelle, die dem Gebet für den Frieden in der Region gewidmet ist.

### Nebengebäude
Südlich der Kirche wurde 1910 durch den Berliner Regierungsbaumeister Robert Leibnitz das Propsteigebäude errichtet. Die Ruinen der mittelalterlichen Klostergebäude, die bis dahin dort noch standen, wurden teilweise abgerissen, teilweise – wie etwa der Kreuzgang, die „Johanniterkapelle“ und das „Refektorium“ – in den Neubau einbezogen. Die ebenfalls neuromanischen Formen dieses Gebäudes sind gegenüber denen der Kirche viel freier gestaltet, auch kamen jetzt Quader in unterschiedlicher Größe und mit unregelmäßiger Oberfläche zum Einsatz.
Neben dem Büro des Propstes und der Evangelischen Gemeinde deutscher Sprache zu Jerusalem hat im Propsteigebäude der Bischof der Evangelisch-Lutherischen Kirche in Jordanien und dem Heiligen Land seinen Sitz. Ursprünglich beherbergte das Gebäude das Deutsche Evangelische Institut für Altertumswissenschaften des Heiligen Landes mit dem Büro seines ersten Leiters Gustaf Dalman.
Der in die Anlage einbezogene mittelalterliche Kreuzgang ist doppelstöckig und bildet den Innenhof des Gebäudekomplexes. Südlich schließt sich die „Johanniterkapelle“ (früher auch: „Kreuzfahrerkapelle“) an, ursprünglich wohl das Refektorium des dort befindlichen Benediktiner-Klosters. An der Ostseite des Kreuzgangs befindet sich das „Refektorium“, dessen mittelalterliche Nutzung unklar ist und das heute als Gemeindesaal und für Empfänge genutzt wird.

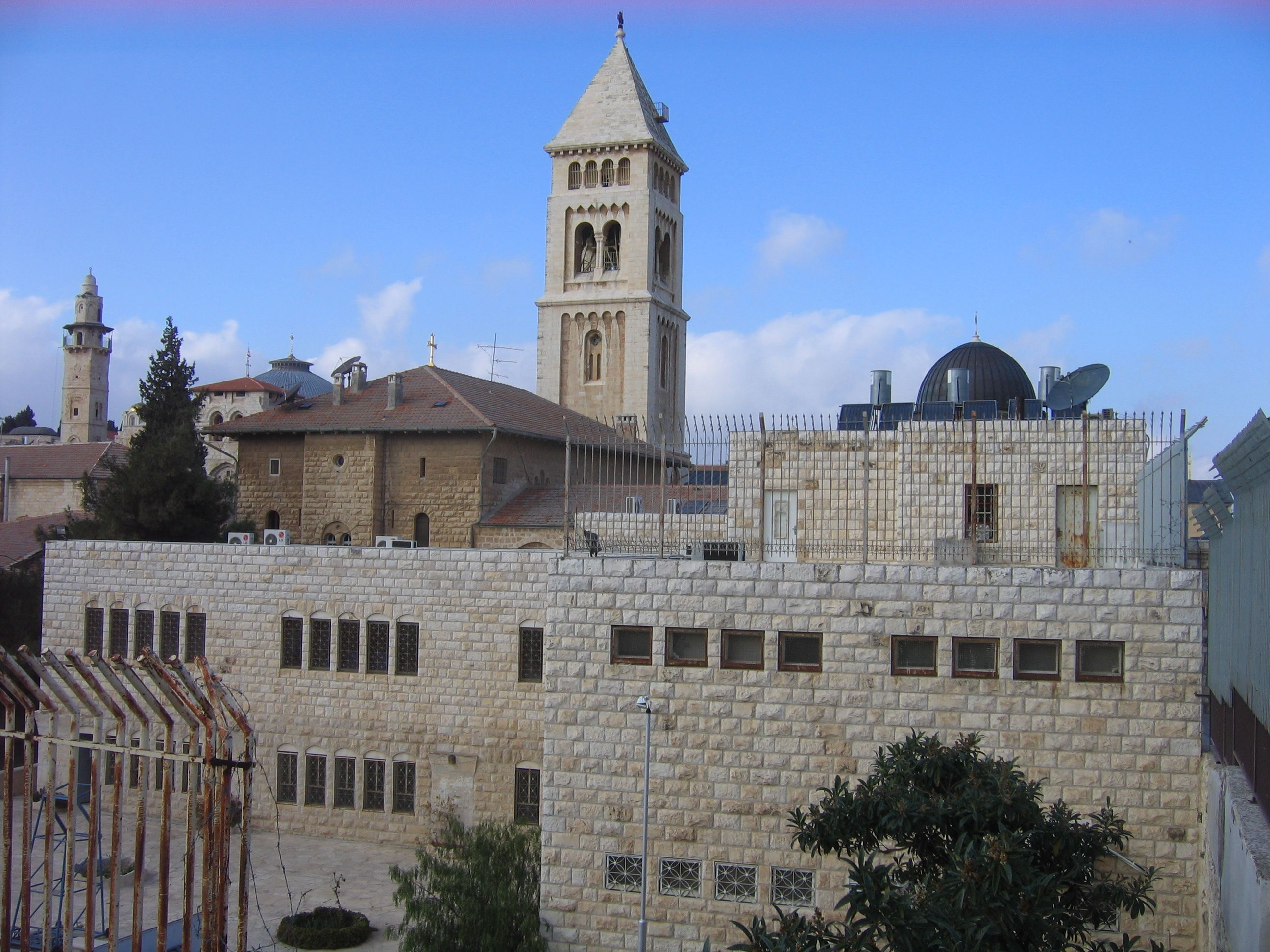
Hintergrund: Erlöserkirche (Turm und Kuppel); Mittelgrund: Propstei; Vordergrund: Lutherschule, Jerusalem

In der Verlängerung der Flucht des Propstei war in gleichem Stil der Bau einer Schule vorgesehen, ein Bau, zu dem es aufgrund des Ersten Weltkriegs nicht mehr kam. Erst sehr viel später wurde auf dem Grundstück, jetzt nach hinten versetzt, die heutige Martin-Luther-Schule errichtet.

### Archäologischer Park unter der Erlöserkirche
Am 1. November 2012 wurde der archäologische Park „Durch die Zeiten“ eröffnet, der unter dem Kirchenschiff der Erlöserkirche mehr als 2.000 Jahre Geschichte der Stadt Jerusalems erlebbar dokumentiert.
Die von Conrad Schick 1893 und Ute Wagner-Lux (der damaligen Direktorin des DEI) und Karel Vriezen 1970–1974 durchgeführten Ausgrabungen wurden vom Deutschen Evangelischen Institut für Altertumswissenschaften des Heiligen Landes (DEI) in den Jahren 2009–2012 aufbereitet, um dem Besucher mit 3D-Animationen und Lichteffekten die unterschiedlichen Bau- und Entwicklungsstufen Jerusalems zu präsentieren und erfahrbar zu machen.
Im angrenzenden Kreuzgang der Propstei hält ein Museum weitere Informationen und Ausstellungsstücke zur Stadtgeschichte bereit.

## Orgel
Die Orgel wurde 1971 von dem Orgelbauwerkstatt Karl Schuke (Berlin) auf der neu errichteten Westempore erbaut. Sie ersetzte ein Instrument, das 1898 von dem Orgelbauer Ferdinand Dinse (Berlin) geschaffen worden war. 1984 wurde die Disposition der Orgel um drei Zungenregister erweitert. Das Instrument hat heute 21 Register auf zwei Manualen und Pedal. Die Spiel- und Registertrakturen sind mechanisch.
| I Hauptwerk C–g3 |       |
| Principal        | 8′    |
| Gemshorn         | 8′    |
| Oktave           | 4′    |
| Rohrflöte        | 4′    |
| Nasat            | 2 ⁄3′ |
| Waldflöte        | 2′    |
| Mixtur IV–V      |       |
| Trompete         | 8′    |

| II Schwell-Brustwerk C–g3 |       |
| Gedackt                   | 8′    |
| Blockflöte                | 4′    |
| Sesquialtera II           | 2 ⁄3′ |
| Prinzipal                 | 2′    |
| Quinte                    | 1 ⁄3′ |
| Scharff III               |       |
| Krummhorn                 | 8′    |
| Tremulant                 |       |

| Pedalwerk C–f1 |     |
| Subbaß         | 16′ |
| Oktave         | 8′  |
| Pommer         | 8′  |
| Nachthorn      | 4′  |
| Hintersatz III |     |
| Fagott         | 16′ |

- Koppeln: II/I, I/P, II/P

## Gemeinde
Die „Evangelische Gemeinde deutscher Sprache zu Jerusalem“ – heute eine Auslandsgemeinde der Evangelischen Kirche in Deutschland (EKD) – nutzte die am 16. Juli 1871 als deutsch-evangelische Kapelle eingeweihte so genannte „Kreuzfahrerkapelle“ im ersten Stock des Kreuzgangs bis zur Fertigstellung der Erlöserkirche als Gottesdienstraum.
Die Erlöserkirche ist weiter Gottesdienstraum für die arabischsprachige und die englischsprachige Jerusalemer Gemeinde der Evangelisch-lutherischen Kirche in Jordanien und dem Heiligen Land. Darüber hinaus feiert die kleine dänischsprachige evangelische Gemeinde in Jerusalem in diesen Räumen ihre Gottesdienste.

## Träger
Eigentümerin der Erlöserkirche ist heute die deutsche Evangelische Jerusalemstiftung mit Sitz in Hannover. Deren Geschäftsführung liegt beim Kirchenamt der EKD (Kirchliches Außenamt).